# Poecilotriccus senex
El titirijí carirrosa (Poecilotriccus senex), también denominado titirijí copetón, es una especie de ave paseriforme de la familia Tyrannidae perteneciente al género Poecilotriccus. Es endémico de la Amazonia brasileña.

## Distribución y hábitat

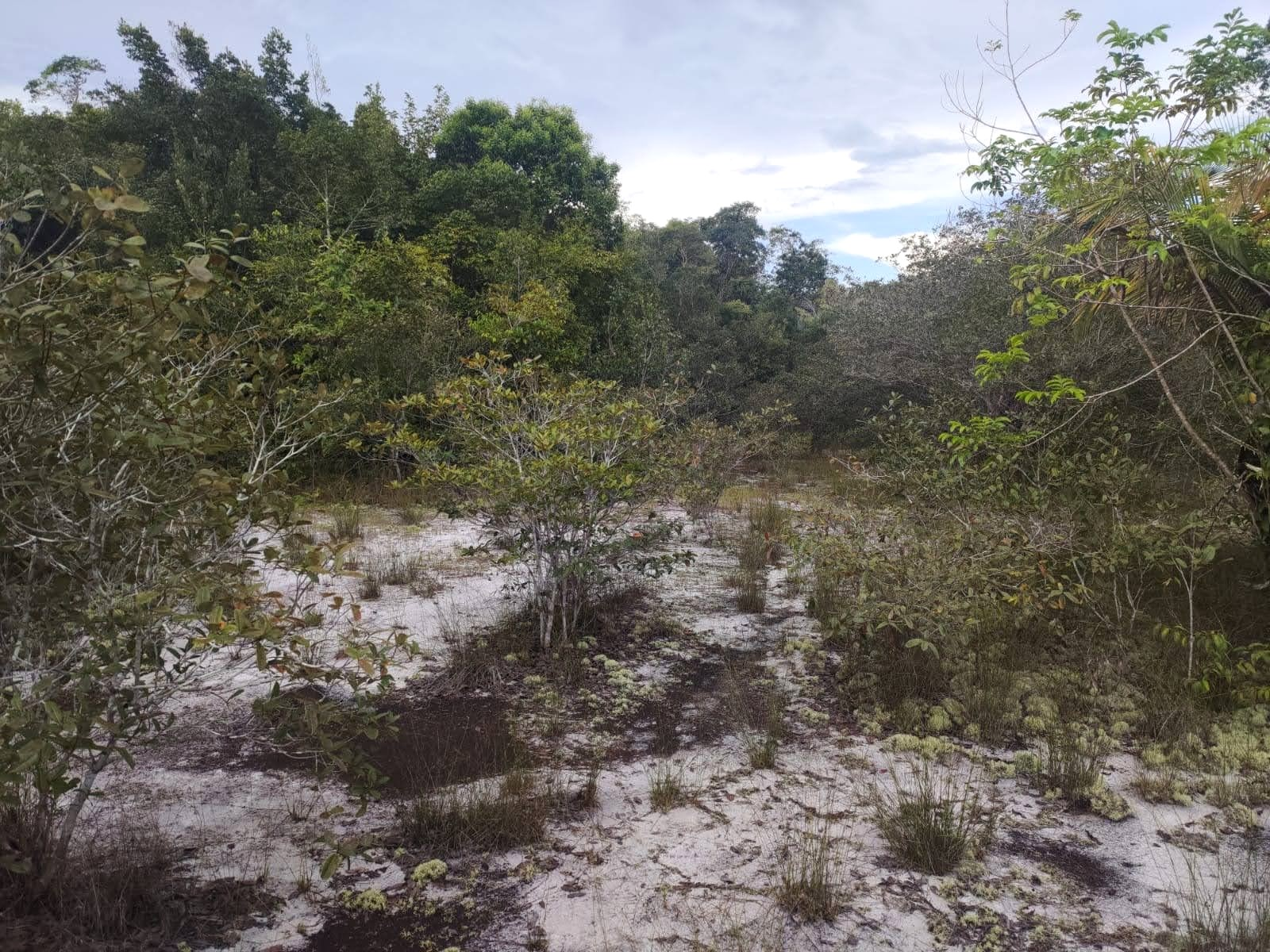
Bosque de «campina» de suelo arenoso, en Machadinho d'Oeste, Rondônia, ejemplo de hábitat de la especie.

Se distribuye localizadamente en el centro de la Amazonia en Brasil, en la cuenca del río Madeira, en los municipios de Borba y Apuí en Amazonas y Machadinho d'Oeste y Porto Velho en Rondônia.
Esta especie es considerada poco común y muy local en sus hábitats naturales: la densa y atrofiada vegetación de bosques de «campina» y bordes de bosques de várzea a lo largo de ríos de aguas oscuras, abajo de los 100 m de altitud; también en algunos fragmentos de bosques de suelo arenoso blanco fisonómicamente semejantes.

## Sistemática

### Descripción original
La especie P. senex fue descrita por primera vez por el ornitólogo austríaco August von Pelzeln en 1868 bajo el nombre científico Euscarthmus senex; la localidad tipo es: «Borba, Río Madeira, Amazonas, Brasil.»

### Etimología
El nombre genérico masculino «Poecilotriccus» se compone de las palabras del griego «poikilos» que significa  ‘multicolor’, ‘manchado’, y « τρικκος trikkos»: pequeño pájaro no identificado; en ornitología, «triccus» significa «atrapamoscas tirano»; y el nombre de la especie «senex» proviene del latín y significa ‘senil, viejo’.

### Taxonomía
Hasta el año 1993 en que fue redescubierta, era conocida solamente por el holotipo, recolectado en 1830 por el ornitólogo austríaco Johann Natterer. Es monotípica.